# Махелоны
Махелоны (греч. Μαχελῶνες; лат. Machelônes, Machelonoi) — колхидское племя, обитавшее к югу от реки Фасис (современная река Риони, западная Грузия).

## Античные упоминания
В классических источниках содержится несколько упоминаний об этом народе. Возможно, они отождествляются с махоронами (Machorones), о которых писал Плиний Старший (Естественная история, 6.4.11), размещая их между реками Офис (совр. Оф, Турция) и Пританис.
- Лукиан (I век н.э.) упоминает махлыев и их правителя — но это, вероятно, вымысел.
- Птолемей (начало II века н.э.) — город Мехлесос на границе Колхиды, без дополнительных сведений.
- Арриан перечисляет народы с запада на восток: санны, дрилы, махелоны, гениохи, зидриты и лазои (Peripl. 1.1.1–2).
- Дион Кассий (нач. III века) сообщает, что в 117 году н.э. махелоны и гениохи были под властью одного «царя» — Анхиала, который подчинился императору Траяну.

### Поздние упоминания
- В анонимном трактате Перипл Понта Эвксинского (вероятно, после IV века) сказано, что махелоны и гениохи раньше назывались экхейреями (Ekcheireis).
- Махелония — вассальное государство Сасанидской Персии, упоминается в надписи Res Gestae Divi Saporis (Кааба Зороастра, середина III века н.э.), где, по-видимому, тождественна Колхиде.

## Этнические связи
Махелоны были этнически близки к соседнему племени макронов, которое считается предком современных мегрелов — субэтнической группы грузинского народа, известной по крайней мере с V века до н.э..